# Xenotilapia ornatipinnis
Xenotilapia ornatipinnis là một loài cá thuộc họ Cichlidae. Nó được tìm thấy ở Burundi, Cộng hòa Dân chủ Congo, Tanzania, và Zambia. Các môi trường sống tự nhiên của chúng là hồ nước ngọt và vùng đồng bằng nội địa.